# 烯醇
烯醇（Enol）指的是双键碳上连有羟基的一类化合物，其（下图右）与羰基化合物（下图左）成互变异构：
通常在平衡中烯醇式占的很少。这是由于氧的电负性大于碳，因而碳氧双键更加稳定。
随着α氢的活泼性增大，失去氢后形成的碳负离子稳定性增大，烯醇式也能成为平衡中主要的存在形式。比如1,3-二羰基化合物中烯醇式的比例明显增加。类似的例子还可以是1,1,1-三氟-2,4-戊二酮。
酮式及烯醇式的含量和溶剂的极性也很有关系，非质子溶剂对烯醇式有利，因为可以帮助分子内氢键的形成。如乙酰乙酸乙酯的烯醇式含量在乙醇中为10%-13%，而在正己烷中为49%。
天然存在的维生素C即具有烯二醇的结构，因此维生素C具有酸性，又称为抗坏血酸。

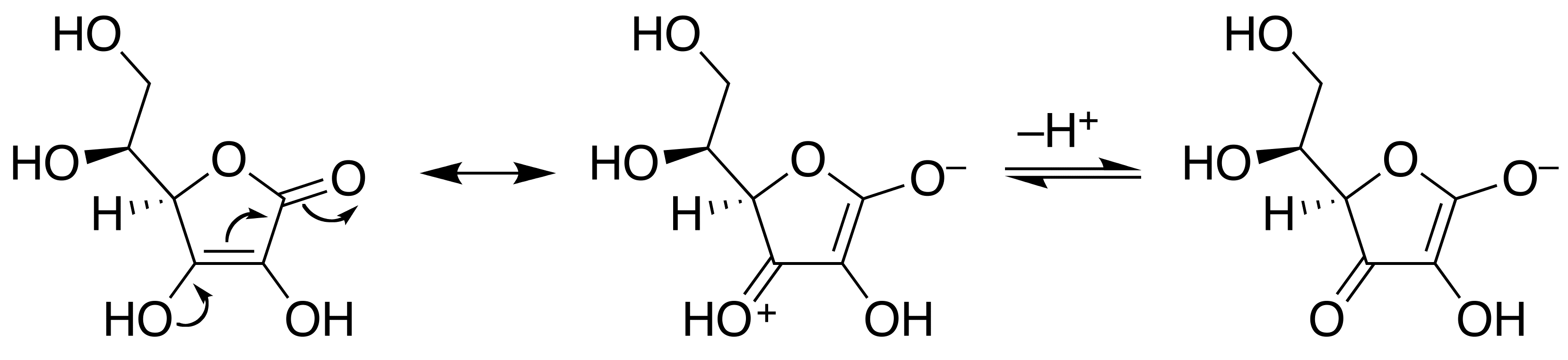
维生素C的酸性

## 烯醇陰离子(enolate)
烯醇陰离子的氧端和碳端都带有部分负电荷，因此有两个反应位点。这种具有双位反应性能的负离子为两位负离子。反应在哪端发生取决于实际情况。一般来讲，碳端亲核性强，在亲核反应时主要是帶负電荷的碳原子作为亲核试剂去进攻，形成新的碳碳键(alkylation)；氧端碱性比较强，因此碳负离子和烯醇负离子与质子结合的速率有很大的差别。但是动力学控制的烯醇是不稳定的，只要时间足够长，都将转变为热力学控制的羰基化合物。